# Diasemiodes
Diasemiodes é um gênero de mariposa pertencente à família Crambidae.